# 1931년 전국동계체육대회 스피드스케이팅 일반부 남자 1500m
1931년 전국동계체육대회 스피드스케이팅 일반부 남자 1500m는 일제강점기 조선 경성부에서 개최된 1931년 전국동계체육대회 스피드스케이팅의 세부 종목이다.

## 경기 결과
| 순위 | 선수   | 소속         | 조 | 기록   | 비고 |
| ---- | ------ | ------------ | -- | ------ | ---- |
| 1    | 함명순 | 연광         | C  | 2:56.0 |      |
| 2    | 문병기 | 휘문         | D  | 3:09.0 |      |
| 3    | 박건서 | 백구         | G  | 3:09.2 |      |
| 13   | 김영길 | 강계         | F  | 3:09.4 |      |
| 14   | 주대덕 | 연광         | F  | 3:13.2 |      |
| 8    | 정진원 | 백구         | D  | 3:17.0 |      |
| 10   | 박응근 | 의학전문학교 | E  | 3:18.0 |      |
| 3    | 김용구 | 백구         | B  | 3:18.8 |      |
| 1    | 이혜택 | 백구         | A  | 3:19.0 |      |
| 11   | 윤정현 | 연희전문학교 | E  | 3:19.0 |      |
| 9    | 이약?  | 경성         | D  | 3:20.0 |      |
| 4    | 유인남 | 용산         | B  | 3:35.0 |      |
| 6    | 유영록 | 선린         | C  | 3:40.8 |      |
| 12   | 최상두 | 경성         | E  | 3:41.0 |      |
| 2    | 조병학 | 의학전문학교 | A  | 3:58.0 |      |

## 참고 문헌
- 대한체육회 (1990). 《대한체육회 70년사》.
- 대한체육회 (2011). 《대한체육회 90년사》.
- “제12회 전국동계체육대회 스피드스케이팅 일반부 남자 1500m 결승 경기 결과”. 대한체육회.[깨진 링크(과거 내용 찾기)]
- “第四回全朝鮮(제사회전조선) 氷上競技經過(빙상경기경과)”. 동아일보. 1931년 1월 27일.